# Chhagalnaiya
Chhāgalnāiya är en ort i Bangladesh.   Den ligger i provinsen Chittagong, i den sydöstra delen av landet, 140 km sydost om huvudstaden Dhaka. Chhāgalnāiya ligger 13 meter över havet och antalet invånare är 39 335.
Terrängen runt Chhāgalnāiya är platt. Närmaste större samhälle är Feni, 11,7 km väster om Chhāgalnāiya.
Trakten runt Chhāgalnāiya består till största delen av jordbruksmark. Runt Chhāgalnāiya är det mycket tätbefolkat, med 1 018 invånare per kvadratkilometer. Tropiskt monsunklimat råder i trakten. 